# Силы безопасности Военно-воздушных сил США
Силы безопасности Военно-воздушных сил США (англ. United States Air Force Security Forces) — правоохранительная структура Военно-воздушных сил США.

## История

### 1948-1966 годы
Силы безопасности Военно-воздушных сил США в качестве отдельной структуры в составе Военно-воздушных сил США были учреждены приказом №1 от 2 января 1948 года под названием "воздушная полиция" (air police).
В ходе Корейской войны воздушная полиция активно использовалась для целей обороны военных аэродромов: максимальная численность военных полицейских в зоне конфликта превышала 39000 человек.
На первоначальном этапе Вьетнамской войны защита передовых авиабаз силами воздушной полиции сводилась к выполнению тех же процедур, что применялись в отношении авиабаз, расположенных в самих Соединённых Штатах, сводящихся к контролю лиц и транспорта на КПП и патрулированию территории авиабазы. Внешнее патрулирование и оборона защитного периметра отводились войскам Южного Вьетнама.

### 1966-1997 годы
В 1966 году воздушная полиция была переименована в "полицию безопасности". Это переименование отражало изменение подхода командования Военно-воздушных сил США в вопросе защиты собственных авиабаз - Военно-воздушные силы США решили взять полностью на себя все аспекты охраны аэродромов, включая оборону защитного периметра и внешнее патрулирование, и собственная военная полиция была логичным выбором для ведения этих наземных операций.
Новая тактика обороны авиабаз, получившая название "Safe side", довольно быстро принесла успехи: полиция безопасности самостоятельно отразила крупные атаки вьетконговцев на авиабазу Таншоннят, проводившиеся в рамках Тетского наступления. Однако в 1971 году программа "Safe side" была свёрнута из-за начавшегося вывода войск из Вьетнама и в целях сокращения бюджетных расходов. С этого же года личный состав американской военно-воздушной полиции стал подразделяться на несколько категорий: "специалист по правоохранительной деятельности", "специалист по обеспечению безопасности", "специалист по обслуживанию вооружений"; и каждый военнослужащий делал карьеру строго в рамках какой-то одной специализации.
Во время вторжения США на Гренаду полиция безопасности была одним из первых высадившихся на Гренаде подразделений; ей было поручена оборона взлётно-посадочных полос, а также контроль вражеских военнопленных. В Панаме наряду с этими задачами полиция безопасности также боролось с наркоторговлей и участвовала в оказании гуманитарной помощи местному населению. Участвовали военные полицейские Военно-воздушных сил США и в войне в Персидском заливе, где им пришлось взять на себя также функцию сопровождения транспортных колонн с припасами. Американские военно-воздушные полицейские привлекались к участию в SFOR в Боснии и Герцеговине.

### После 1997 года
После террористического акта в Эль-Хубаре, в котором погибло 19 военнослужащих Военно-воздушных сил США, американское командование решило пересмотреть прежние подходы к организации военно-воздушной полиции. 31 октября 1997 года полиция безопасности была переименована в "силы безопасности", а такие категории личного состава, как "специалист по правоохранительной деятельности", "специалист по обеспечению безопасности", "специалист по обслуживанию вооружений" были вновь слиты воедино. Таким образом, после указанной даты каждый военно-воздушный полицейский должен был быть универсалом, владея как навыками правоохранителя, так и навыками фронтового бойца.
Эта универсальность оказалась весьма кстати в ходе боевых действий в Афганистане и Ираке, где американская военно-воздушная полиция не только обороняла защитный периметр авиабаз от прямых атак вражеских подразделений, террористов-смертников и обстрелов с закрытых позиций, но также совершала глубокие патрульные рейды за пределами баз, сопровождала транспортные колонны и даже участвовала в боевых парашютно-десантных операциях.

## Функции
К основным функциям Сил безопасности Военно-воздушных сил США относятся:
- охрана военных авиабаз, включая контроль пропускного режима людей и транспорта, оборона внутреннего и основного защитных периметров, патрулирование и разведка с целью выявления и ликвидации потенциальных угроз авиабазам и производящим на них взлёт или посадку летательным аппаратам
- сопровождение военного транспорта
- профилактика и пресечение правонарушений среди военнослужащих, содержание задержанных военнослужащих в специально отведённых для этого местах
- содержание военнопленных в специально отведённых для этого местах

При реализации указанных функций военнослужащие Сил безопасности Военно-воздушных сил США уполномочены производить личный досмотр и досмотр транспортных средств, обыск в помещениях, изъятие предметов и документов, задержание и заключение под стражу, допрос, применять специальные средства и оружие.

## Структура и состав
Силы безопасности Военно-воздушных сил США возглавляет директор, который подчиняется заместителю начальника штаба Военно-воздушных сил США по логистике, инженерии и сил охраны.
В составе Сил безопасности Военно-воздушных сил США имеются следующие воинские части:
- 1-я эскадрилья сил безопасности

Укомплектована военнослужащими действительной службы.
- 2-я эскадрилья сил безопасности

Укомплектована военнослужащими действительной службы.
- 4-я эскадрилья сил безопасности

Укомплектована военнослужащими действительной службы.
- 5-я эскадрилья сил безопасности

Укомплектована военнослужащими действительной службы.
- 6-я эскадрилья сил безопасности

Укомплектована военнослужащими действительной службы.
- 7-я эскадрилья сил безопасности

Укомплектована военнослужащими действительной службы.
- 8-я эскадрилья сил безопасности

Укомплектована военнослужащими действительной службы.
- 9-я эскадрилья сил безопасности

Укомплектована военнослужащими действительной службы.
- 10-я эскадрилья сил безопасности

Укомплектована военнослужащими действительной службы.
- 11-я эскадрилья сил безопасности

Укомплектована военнослужащими действительной службы.
- 12-я эскадрилья сил безопасности

Укомплектована военнослужащими действительной службы.
- 14-я эскадрилья сил безопасности

Укомплектована военнослужащими действительной службы.
- 17-я эскадрилья сил безопасности

Укомплектована военнослужащими действительной службы.
- 18-я эскадрилья сил безопасности

Укомплектована военнослужащими действительной службы.
- 19-я эскадрилья сил безопасности

Укомплектована военнослужащими действительной службы.
- 20-я эскадрилья сил безопасности

Укомплектована военнослужащими действительной службы.
- 21-я эскадрилья сил безопасности

Укомплектована военнослужащими действительной службы. В оперативном отношении подчинена Космическим силам США.
- 22-я эскадрилья сил безопасности

Укомплектована военнослужащими действительной службы.
- 23-я эскадрилья сил безопасности

Укомплектована военнослужащими действительной службы.
- 27-я эскадрилья сил безопасности

Укомплектована военнослужащими действительной службы.
- 28-я эскадрилья сил безопасности

Укомплектована военнослужащими действительной службы.
- 30-я эскадрилья сил безопасности

Укомплектована военнослужащими действительной службы. В оперативном отношении подчинена Космическим силам США.
- 31-я эскадрилья сил безопасности

Укомплектована военнослужащими действительной службы.
- 35-я эскадрилья сил безопасности

Укомплектована военнослужащими действительной службы.
- 36-я эскадрилья сил безопасности

Укомплектована военнослужащими действительной службы.
- 39-я эскадрилья сил безопасности

Укомплектована военнослужащими действительной службы.
- 42-я эскадрилья сил безопасности

Укомплектована военнослужащими действительной службы.
- 45-я эскадрилья сил безопасности

Укомплектована военнослужащими действительной службы. В оперативном отношении подчинена Космическим силам США.
- 47-я эскадрилья сил безопасности

Укомплектована военнослужащими действительной службы.
- 48-я эскадрилья сил безопасности

Укомплектована военнослужащими действительной службы.
- 49-я эскадрилья сил безопасности

Укомплектована военнослужащими действительной службы.
- 50-я эскадрилья сил безопасности

Укомплектована военнослужащими действительной службы. В оперативном отношении подчинена Космическим силам США.
- 51-я эскадрилья сил безопасности

Укомплектована военнослужащими действительной службы.
- 52-я эскадрилья сил безопасности

Укомплектована военнослужащими действительной службы.
- 55-я эскадрилья сил безопасности

Укомплектована военнослужащими действительной службы.
- 56-я эскадрилья сил безопасности

Укомплектована военнослужащими действительной службы.
- 60-я эскадрилья сил безопасности

Укомплектована военнослужащими действительной службы.
- 61-я эскадрилья сил безопасности

Укомплектована военнослужащими действительной службы. В оперативном отношении подчинена Космическим силам США.
- 65-я эскадрилья сил безопасности

Укомплектована военнослужащими действительной службы.
- 66-я эскадрилья сил безопасности

Укомплектована военнослужащими действительной службы.
- 71-я эскадрилья сил безопасности

Укомплектована военнослужащими действительной службы.
- 72-я эскадрилья сил безопасности

Укомплектована военнослужащими действительной службы.
- 75-я эскадрилья сил безопасности

Укомплектована военнослужащими действительной службы.
- 78-я эскадрилья сил безопасности

Укомплектована военнослужащими действительной службы.
- 81-я эскадрилья сил безопасности

Укомплектована военнослужащими действительной службы.
- 82-я эскадрилья сил безопасности

Укомплектована военнослужащими действительной службы.
- 86-я эскадрилья сил безопасности

Укомплектована военнослужащими действительной службы.
- 87-я эскадрилья сил безопасности

Укомплектована военнослужащими действительной службы.
- 88-я эскадрилья сил безопасности

Укомплектована военнослужащими действительной службы.
- 90-я эскадрилья сил безопасности

Укомплектована военнослужащими действительной службы.
- 91-я эскадрилья сил безопасности

Укомплектована военнослужащими действительной службы.
- 92-я эскадрилья сил безопасности

Укомплектована военнослужащими действительной службы.
- 96-я эскадрилья сил безопасности

Укомплектована военнослужащими действительной службы.
- 97-я эскадрилья сил безопасности

Укомплектована военнослужащими действительной службы.
- 99-я эскадрилья сил безопасности

Укомплектована военнослужащими действительной службы.
- 100-я эскадрилья сил безопасности

Укомплектована военнослужащими действительной службы.
- 100-я эскадрилья сил безопасности

Укомплектована военнослужащими действительной службы.
- 301-я эскадрилья сил безопасности

Укомплектована военнослужащими-резервистами.
- 302-я эскадрилья сил безопасности

Укомплектована военнослужащими-резервистами.
- 307-я эскадрилья сил безопасности

Укомплектована военнослужащими-резервистами.
- 310-я эскадрилья сил безопасности

Укомплектована военнослужащими-резервистами.
- 316-я эскадрилья сил безопасности

Укомплектована военнослужащими действительной службы.
- 325-я эскадрилья сил безопасности

Укомплектована военнослужащими действительной службы.
- 341-я эскадрилья сил безопасности

Укомплектована военнослужащими действительной службы.
- 343-я эскадрилья сил безопасности

Укомплектована военнослужащими действительной службы.
- 349-я эскадрилья сил безопасности

Укомплектована военнослужащими-резервистами.
- 354-я эскадрилья сил безопасности

Укомплектована военнослужащими действительной службы.
- 355-я эскадрилья сил безопасности

Укомплектована военнослужащими действительной службы.
- 366-я эскадрилья сил безопасности

Укомплектована военнослужащими действительной службы.
- 374-я эскадрилья сил безопасности

Укомплектована военнослужащими действительной службы.
- 375-я эскадрилья сил безопасности

Укомплектована военнослужащими действительной службы.
- 377-я эскадрилья сил безопасности

Укомплектована военнослужащими действительной службы.
- 403-я эскадрилья сил безопасности

Укомплектована военнослужащими-резервистами.
- 412-я эскадрилья сил безопасности

Укомплектована военнослужащими действительной службы.
- 419-я эскадрилья сил безопасности

Укомплектована военнослужащими-резервистами.
- 436-я эскадрилья сил безопасности

Укомплектована военнослужащими действительной службы.
- 442-я эскадрилья сил безопасности

Укомплектована военнослужащими-резервистами.
- 445-я эскадрилья сил безопасности

Укомплектована военнослужащими-резервистами.
- 446-я эскадрилья сил безопасности

Укомплектована военнослужащими-резервистами.
- 459-я эскадрилья сил безопасности

Укомплектована военнослужащими-резервистами.
- 460-я эскадрилья сил безопасности

Укомплектована военнослужащими действительной службы. В оперативном отношении подчинена Космическим силам США.
- 502-я эскадрилья сил безопасности

Укомплектована военнослужащими действительной службы.
- 507-я эскадрилья сил безопасности

Укомплектована военнослужащими-резервистами.
- 509-я эскадрилья сил безопасности

Укомплектована военнослужащими действительной службы.
- 512-я эскадрилья сил безопасности

Укомплектована военнослужащими-резервистами.
- 610-я эскадрилья сил безопасности

Укомплектована военнослужащими-резервистами.
- 627-я эскадрилья сил безопасности

Укомплектована военнослужащими действительной службы.
- 633-я эскадрилья сил безопасности

Укомплектована военнослужащими действительной службы.
- 673-я эскадрилья сил безопасности

Укомплектована военнослужащими действительной службы.
- 816-я эскадрилья сил безопасности

Укомплектована военнослужащими действительной службы.
- 820-я эскадрилья сил безопасности

Укомплектована военнослужащими действительной службы.
- 821-я эскадрилья сил безопасности

Укомплектована военнослужащими действительной службы.
- 822-я эскадрилья сил безопасности

Укомплектована военнослужащими действительной службы.
- 823-я эскадрилья сил безопасности

Укомплектована военнослужащими действительной службы.
- 824-я эскадрилья сил безопасности

Укомплектована военнослужащими действительной службы.
- 902-я эскадрилья сил безопасности

Укомплектована военнослужащими действительной службы.
- 908-я эскадрилья сил безопасности

Укомплектована военнослужащими-резервистами.
- 916-я эскадрилья сил безопасности

Укомплектована военнослужащими-резервистами.
- 920-я эскадрилья сил безопасности

Укомплектована военнослужащими-резервистами.
- 926-я эскадрилья сил безопасности

Укомплектована военнослужащими-резервистами.
- 927-я эскадрилья сил безопасности

Укомплектована военнослужащими-резервистами.
- 931-я эскадрилья сил безопасности

Укомплектована военнослужащими-резервистами.
- 932-я эскадрилья сил безопасности

Укомплектована военнослужащими-резервистами.
- 940-я эскадрилья сил безопасности

Укомплектована военнослужащими-резервистами.
- 944-я эскадрилья сил безопасности

Укомплектована военнослужащими-резервистами.